# 1973-as fedett pályás atlétikai Európa-bajnokság
Az 1973-as fedett pályás atlétikai Európa-bajnokságot Rotterdamban, Hollandiában rendezték március 10. és március 11. között. Ez volt a 4. fedett pályás Eb. A férfiaknál 13, a nőknél 10 versenyszám volt. Major István magasugrásban megnyerte a kontinensviadalt.

## A magyar sportolók eredményei
Magyarország az Európa-bajnokságon 5 sportolóval képviseltette magát.
Érmesek
| Érem  | Versenyző    | Versenyszám | Dátum       |
| ----- | ------------ | ----------- | ----------- |
| Arany | Major István | Magasugrás  | március 11. |

## Éremtáblázat
(A táblázatban Magyarország eltérő háttérszínnel kiemelve.)
| Helyezés | Nemzet         | Arany | Ezüst | Bronz | Összesen |
| 1.       | NSZK           | 6     | 2     | 0     | 8        |
| 2.       | Bulgária       | 3     | 1     | 0     | 4        |
| 3.       | NDK            | 2     | 9     | 4     | 15       |
| 4.       | Lengyelország  | 2     | 3     | 7     | 12       |
| 5.       | Csehszlovákia  | 2     | 3     | 3     | 8        |
| 6.       | Franciaország  | 2     | 1     | 2     | 5        |
| 7.       | Belgium        | 1     | 2     | 0     | 3        |
| 8.       | Románia        | 1     | 1     | 0     | 2        |
| 9.       | Jugoszlávia    | 1     | 0     | 0     | 1        |
| 9.       | Magyarország   | 1     | 0     | 0     | 1        |
| 9.       | Nagy-Britannia | 1     | 0     | 0     | 1        |
| 9.       | Olaszország    | 1     | 0     | 0     | 1        |
| 13.      | Ausztria       | 0     | 1     | 0     | 1        |
| 14.      | Finnország     | 0     | 0     | 2     | 2        |
| 14.      | Szovjetunió    | 0     | 0     | 2     | 2        |
| 16.      | Görögország    | 0     | 0     | 1     | 1        |

## Érmesek
- WR – világrekord
- CR – Európa-bajnoki rekord
- AR – kontinens rekord
- NR – országos rekord
- PB – egyéni rekord
- WL – az adott évben aktuálisan a világ legjobb eredménye
- SB – az adott évben aktuálisan az egyéni legjobb eredmény

### Férfi
| Versenyszám     | Arany                                                                                       | Arany      | Ezüst                                                                      | Ezüst   | Bronz                                                                              | Bronz                  |
| --------------- | ------------------------------------------------------------------------------------------- | ---------- | -------------------------------------------------------------------------- | ------- | ---------------------------------------------------------------------------------- | ---------------------- |
| 60 m            | Zenon Nowosz · Lengyelország                                                                | 6,64       | Manfred Kokot · NDK                                                        | 6,66    | Raimo Vilén · Finnország                                                           | 6,71                   |
| 400 m           | Luciano Sušanj · Jugoszlávia                                                                | 46,38 CR   | Benno Stops · NDK                                                          | 47,31   | Dariusz Podobas · Lengyelország                                                    | 47,40                  |
| 800 m           | Francis Gonzalez · Franciaország                                                            | 1:49,17    | Gerhard Stolle · NDK                                                       | 1:49,32 | Jozef Plachý · Csehszlovákia                                                       | 1:49,50                |
| 1500 m          | Henryk Szordykowski · Lengyelország                                                         | 3:43,01    | Herman Mignon · Belgium                                                    | 3:43,16 | Klaus-Peter Justus · NDK                                                           | 3:43,36                |
| 3000 m          | Emiel Puttemans · Belgium                                                                   | 7:44,51 CR | Willy Polleunis · Belgium                                                  | 7:51,86 | Pekka Päivärinta · Finnország                                                      | 7:52,97 NR             |
| 60 m gát        | Frank Siebeck · NDK                                                                         | 7,71 CR    | Adam Galant · Lengyelország                                                | 7,76    | Thomas Munkelt · NDK                                                               | 7,81                   |
| 4 × 360 m váltó | Franciaország · Lucien Sainte Rose · Patrick Salvador · Francis Kerbiriou · Lionel Malingre | 2:46,00    | NSZK · Falko Geiger · Karl Honz · Ulrich Reich · Hermann Köhler            | 2:46,42 | Csak két csapat indult                                                             | Csak két csapat indult |
| 4 × 720 m váltó | NSZK · Reinhold Soyka · Josef Schmid · Thomas Wessinghage · Paul-Heinz Wellmann             | 6:21,58    | Csehszlovákia · Ivan Kovac · Józef Samborsky · Jozef Plachý · Ján Sisovsky | 6:21,60 | Lengyelország · Krzysztof Linkowski · Leslaw Zajac · Czeslaw Jursza · Henryk Sapko | 6:26,95                |
| Magasugrás      | Major István · Magyarország                                                                 | 2,20       | Jiří Palkovský · Csehszlovákia                                             | 2,20    | Vassilios Papadimitriou · Görögország                                              | 2,17                   |
| Rúdugrás        | Renato Dionisi · Olaszország                                                                | 5,40 =CR   | Hans-Jürgen Ziegler · NSZK                                                 | 5,35    | Jean-Michel Bellot · Franciaország                                                 | 5,30                   |
| Távolugrás      | Hans Baumgartner · NSZK                                                                     | 7,85       | Max Klauss · NDK                                                           | 7,83    | Grzegorz Cybulski · Lengyelország                                                  | 7,81                   |
| Hármasugrás     | Carol Corbu · Románia                                                                       | 16,80      | Michał Joachimowski · Lengyelország                                        | 16,75   | Mihail Bariban · Szovjetunió                                                       | 16,38                  |
| Súlylökés       | Jaroslav Brabec · Csehszlovákia                                                             | 20,29      | Gerd Lochmann · NDK                                                        | 20,12   | Jaromír Vlk · Csehszlovákia                                                        | 19,68                  |

### Női
| Versenyszám     | Arany                                                                       | Arany      | Ezüst                                                                                | Ezüst   | Bronz                                                                                       | Bronz                  |
| --------------- | --------------------------------------------------------------------------- | ---------- | ------------------------------------------------------------------------------------ | ------- | ------------------------------------------------------------------------------------------- | ---------------------- |
| 60 m            | Annegret Richter · NSZK                                                     | 7,27 CR    | Petra Vogt · NDK                                                                     | 7,29    | Sylviane Telliez · Franciaország                                                            | 7,32                   |
| 400 m           | Verona Bernard · Nagy-Britannia                                             | 53,04      | Waltraud Dietsch · NDK                                                               | 53,35   | Renate Siebach · NDK                                                                        | 53,49                  |
| 800 m           | Sztefka Jordanova · Bulgária                                                | 2:02,65 CR | Elfi Rost · NDK                                                                      | 2:02,83 | Elżbieta Skowrońska · Lengyelország                                                         | 2:02,90                |
| 1500 m          | Ellen Tittel · NSZK                                                         | 4:16,17    | Tonka Petrova · Bulgária                                                             | 4:17,20 | Iris Claus · NDK                                                                            | 4:21,49                |
| 60 m gát        | Annelie Ehrhardt · NDK                                                      | 8,02       | Valeria Bufanu · Románia                                                             | 8,16    | Teresa Nowak · Lengyelország                                                                | 8,23                   |
| 4 × 180 m váltó | NSZK · Christiane Krause · Annegret Richter · Ingeborg Helten · Rita Wilden | 1:21,15    | Ausztria · Brigitte Haest · Christa Kepplinger · Carmen Mahr · Karoline Käfer        | 1:23,33 | Csak két csapat indult                                                                      | Csak két csapat indult |
| 4 × 360 m váltó | NSZK · Dagmar Jost · Erika Weinstein · Annelie Wilden · Gisela Ellenberger  | 3:10,85    | Franciaország · Colette Besson · Chantal Jouvhomme · Chantal Leclerc · Nicole Duclos | 3:11,20 | Lengyelország · Danuta Manowiecka · Marta Skrzypinska · Krystyna Kacperczyk · Danuta Piecyk | 3:11,65                |
| Magasugrás      | Jordanka Blagoeva · Bulgária                                                | 1,92 =CR   | Rita Gildemeister · NDK                                                              | 1,86    | Milada Karbanová · Csehszlovákia                                                            | 1,86                   |
| Távolugrás      | Diana Jorgova · Bulgária                                                    | 6,45       | Jarmila Nygrýnová · Csehszlovákia                                                    | 6,30    | Mirosława Sarna · Lengyelország                                                             | 6,15                   |
| Súlylökés       | Helena Fibingerová · Csehszlovákia                                          | 19,08      | Ludwika Chewińska · Lengyelország                                                    | 18,29   | Antonyina Ivanova · Szovjetunió                                                             | 18,25                  |